# Dorothy Lawrence
Dorothy Lawrence, född 4 oktober 1896 i Hendon, Middlesex, död 4 oktober 1964, var en engelsk reporter som förklädde sig till en manlig soldat för att kunna rapportera från frontlinjen under första världskriget. När Lawrence kom tillbaka till England efter kriget skrev hon en självbiografi om sina upplevelser. Hon blev senare inlagd på mentalsjukhus i 39 år, då hon ansågs sinnessjuk. På sjukhuset dog Lawrence 4 oktober 1964.

## Uppväxt
Dorothy Lawrence föddes i Hendon, norra London 4 oktober 1896. Det är mycket som är oklart om hennes föräldrar, men Lawrences mor var troligtvis en ogift kvinna. När Lawrence var 13–14 år dog hennes mor, varefter Lawrence gavs en förmyndare från Engelska kyrkan. 

## Krigskorrespondent
Dorothy Lawrence blev aspirerande journalist i London med artiklar publicerade i The Times. När första världskriget bröt ut 1914 bodde hon i Paris. Lawrence kontaktade ett antal brittiska tidningar med förhoppningen att få arbete som krigskorrespondent. Men hon fick ingen anställning med motiveringen att det var för farligt för en kvinna. Därefter försökte hon gå med i en frivilligorganisation för att komma närmare fronten, men blev nekad. I ren frustration försökte hon vandra till krigsområdet, men blev på vägen arresterad av fransk polis. I ett parisiskt kafé vände hennes tur. Hon träffade två brittiska soldater som hjälpte henne att komma till frontlinjen.

### Förvandling
De två soldaterna hjälpte henne genom att smuggla en khakiuniform del för del från den tvättstuga armén använde. För att minimera risken att bli avslöjad som kvinna använde Lawrence en hemgjord korsett för att dölja sina kvinnliga former. Hon använde också bomullskuddar för att göra sina axlar bredare. De två soldaterna som hjälpte henne att få tag på kläderna hjälpte henne också att klippa håret kort. De rakade Lawrence så hon fick ett sår efter rakningen på ena kinden, för att hon mer skulle likna en man, och hjälpte henne att marschera som en soldat. Hon skaffade förfalskade identitetshandlingar: Menige Denis Smith av första bataljonen. 

## Livet efter kriget
År 1919 flyttade Lawrence till Canonbury, Islington där hon slutligen publicerade självbiografin Sapper Dorothy Lawrence: The Only English Soldier. Stora delar av bokens innehåll hade censurerats av den brittiska armén och boken fick inte så bra recensioner.
Lawrence förlorade alltmer sin trovärdighet som journalist och eftersom hon saknade inkomst uppdagades hennes oregelbundna hälsa och beteende allt mer. År 1925 berättade hon i förtroende för en läkare att hon under sin uppväxt våldtagits av sin förmyndare. Hennes avsaknad av familj och anhöriga gjorde att hon blev omhändertagen och institutionaliserad på Friern Hospital, tidigare Colney Hatch Lunatic Asylum, i Friern Barnet. Här skulle hon komma att bo i 39 år, fram till sin död 1964.